# Atheris hirsuta
Atheris hirsuta este o specie de șerpi din genul Atheris, familia Viperidae, descrisă de Adolf Ernst și Mark-Oliver Rödel în anul 2002. A fost clasificată de IUCN ca specie vulnerabilă. Conform Catalogue of Life specia Atheris hirsuta nu are subspecii cunoscute.